# بيتر بلاندل جونز
بيتر بلاندل جونز (بالإنجليزية: Peter Blundell Jones)‏ هو مهندس معماري بريطاني، ولد في 4 يناير 1949، وتوفي في 19 أغسطس 2016.